# 타키야마 아카네
다키야마 아카네(瀧山 あかね,たきやま あかね, 1994년 5월 10일~)는 일본의 여성 아이돌 그룹 전 NMB48 연구생의 멤버이다.

## 개요
- 2012년 1월 15일에 NMB48 활동 종료.